# Gudrun Ekeflo
Gudrun Therese Ekeflo, född 10 september 1936 i Vilhelmina församling, Västerbottens län, är en svensk journalist.
Ekeflo, som är dotter till byggnadssnickare Valdemar Ekeflo och småskollärarinna Frideborg Ridzén, avlade studentexamen 1955, studerade vid Institut d'études politiques de Paris 1961 och var forskare i statskunskap vid Fondation Nationale de Sciences Politiques i Paris 1961–1963. Hon var anställd på Expressens kulturredaktion 1963–1964, på Norstedts förlag 1964–1966, på Aftonbladet 1966–1970, var frilans i Paris 1970-1971, anställd på Aftonbladet 1971–1976, chef för Radio Västernorrland 1976–1981, utredare på programavdelningen vid lokalradions centrala ledning 1982–1984, informationschef vid lokalradion 1984–1987 och redaktionssekreterare på Kommunalarbetaren från 1987. Hon ingick även i redaktionen för Kvinnobulletinen. Hon har skrivit Massmedia som informationshinder (tillsammans med andra, 1978) samt artiklar och radioprogram i kultur- och kvinnofrågor.